# Herpesvírus humano 6
Herpesvírus humano 6 (HHV-6) é o nome coletivo comum para o Betaherpesvirus humano 6A (HHV-6A) e o Betaherpesvírus humano 6B (HHV-6B). Esses vírus intimamente relacionados são dois dos nove herpesvírus conhecidos por possuir seres humanos como hospedeiro principal.
HHV-6A e HHV-6B são vírus de DNA de fita dupla na subfamília Betaherpesvirinae e do gênero Roseolovirus. HHV-6A e HHV-6B infectam quase todas as populações humanas que foram testadas.
O HHV-6A foi descrito como mais neurovirulento, e, como tal, é mais frequentemente encontrado em pacientes com doenças neuroinflamatórias, como esclerose múltipla. Os níveis de HHV-6 (e HHV-7) no cérebro também são elevados em pessoas com doença de Alzheimer.
A infecção primária pelo HHV-6B é a causa do exantema súbito comum da infância (também conhecida como roséola infantil ou sexta doença). Além disso, a reativação do HHV-6B é comum em receptores de transplante, o que pode causar várias manifestações clínicas, como encefalite, supressão da medula óssea e pneumonite.
Uma variedade de testes é usada na detecção do HHV-6, alguns dos quais não diferenciam as duas espécies.

## História

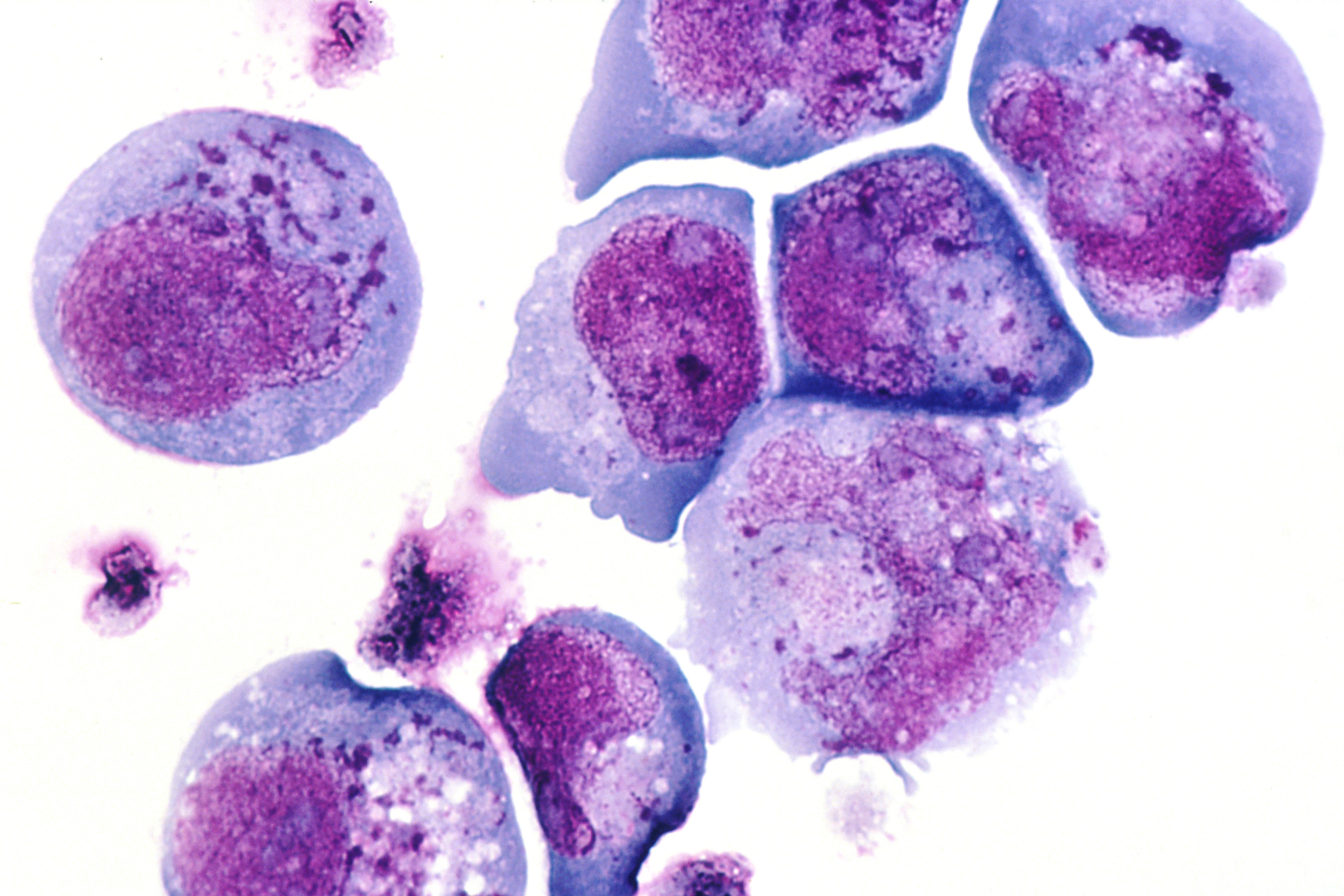
Lâmina histológica do herpesvírus humano 6 mostrando células infectadas, com corpos de inclusão no núcleo e no citoplasma. O slide está manchado com H&E.

Durante 1986, Syed Zaki Salahuddin, Dharam Ablashi e Robert Gallo cultivaram células mononucleares do sangue periférico de pacientes com AIDS e doenças linfoproliferativas. Células refratárias de vida curta e grandes que frequentemente continham corpos de inclusão intranucleares e/ou intracitoplasmáticos foram documentadas. A microscopia eletrônica revelou um novo vírus que eles denominaram Vírus B-Linfotrópico Humano (HBLV).
Logo após sua descoberta, Ablashi et al. descreveram cinco linhas celulares que podem ser infectadas pelo recém-descoberto HBLV. Eles publicaram que o HSB-2, uma linha específica de linfócitos T, é altamente suscetível à infecção. A pesquisa pioneira de Ablashi concluiu sugerindo que o nome do vírus fosse alterado de HBLV para HHV-6, de acordo com a classificação provisória publicada de vírus do herpes.
Anos depois, o HHV-6 foi dividido em subtipos. Pesquisas anteriores (1992) descreveram duas variantes muito semelhantes, porém únicas: HHV-6A e HHV-6B. A distinção foi justificada devido a clivagens únicas de endonucleases de restrição, reações de anticorpos monoclonais e padrões de crescimento.
O HHV-6A inclui várias cepas derivadas de adultos e seu espectro da doença não está bem definido, embora alguns pensem ser mais neurovirulento. O HHV-6B é comumente detectado em crianças com roséola infantil, pois é o agente etiológico para essa condição. Dentro desses dois vírus, há uma homologia de sequência de 95%.
Em 2012, o HHV-6A e o HHV-6B foram oficialmente reconhecidos como espécies distintas.

## Taxonomia
O HHV-6A e o HHV-6B foram reconhecidos pelo Comitê Internacional de Taxonomia de Vírus (ICTV) como espécies distintas em 2012. Roseolovírus humanos incluem HHV-6A, HHV-6B e HHV-7.
O herpesvírus foi estabelecido como um gênero em 1971 no primeiro relatório do ICTV. Este gênero consistiu de 23 vírus em 4 grupos. Em 1976, foi lançado um segundo relatório de ICTV, no qual esse gênero foi elevado ao nível da família - os herpetovirídeos. Devido à possível confusão com vírus derivados de répteis, o nome da família foi alterado no terceiro relatório (1979) para herpesviridae . Neste relatório, a família Herpesviridae foi dividida em 3 subfamílias (alfaherpesvirinae, betaherpesvirinae e gammaherpesvirinae) e 5 gêneros sem nome; 21 vírus foram reconhecidos como membros da família.
Em 2009, foi criada a ordem Herpesvirales. Isso foi necessário pela descoberta de que os vírus do herpes de peixes e moluscos estão apenas distantes relacionados aos de pássaros e mamíferos. A ordem Herpesvirales contém três famílias, a Herpesviridae, que contém os herpesvírus de mamíferos, aves e répteis há muito reconhecidos, além de duas novas famílias - a família Alloherpesviridae, que incorpora o vírus do herpes de peixes e sapos ósseos, e a família Malacoherpesviridae, que contém vírus de moluscos.
A partir de 2012, essa ordem atualmente possui 3 famílias, 4 subfamílias (1 não atribuída), 18 gêneros (4 não atribuídos) e 97 espécies.

## Estrutura
O diâmetro de um virião do HHV-6 é de cerca de 2000 Angstroms. A porção externa do virião consiste em uma membrana de bicamada lipídica que contém glicoproteínas virais e é derivada da do hospedeiro. Abaixo deste envelope de membrana, há um tegumento que envolve um capsídeo icosaédrico, composto por 162 capsômeros. O capsídeo protetor do HHV-6 contém DNA linear de fita dupla.
Durante a maturação dos viriões HHV-6, as membranas celulares humanas são utilizadas para formar envelopes lipídicos virais (como é característico de todos os vírus envelopados). Durante esse processo, o HHV-6 utiliza balsas lipídicas, que são microdomínios membranosos enriquecidos por colesterol, esfingolípides e proteínas ancoradas em glicosilfosfatidilinositol. Os primeiros pesquisadores suspeitaram que os virions do HHV-6 amadurecem no núcleo; alguns até publicaram incorretamente isso, pois generalizaram e aplicaram ao HHV-6 o que se sabia sobre outros vírus. No entanto, pesquisas publicadas em 2009 sugerem que o vírus HHV-6 utiliza vesículas derivadas da rede trans-Golgi para a montagem.

## Genoma

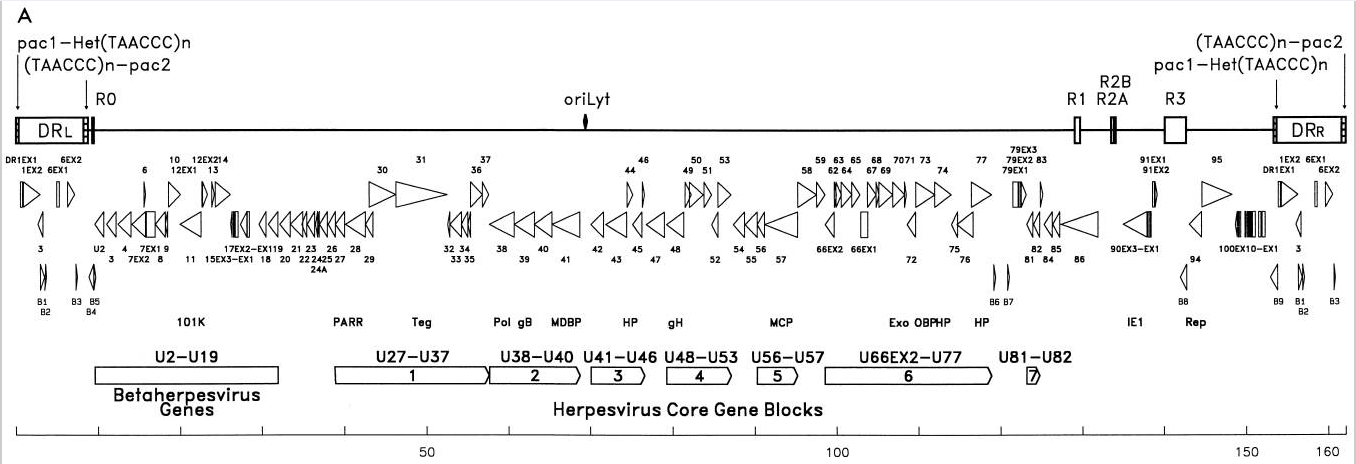
Genoma de HHV-6B de Dominguez et al. 1999

O material genético do HHV-6 é composto por DNA linear (circular durante uma infecção ativa), fita dupla que contém uma origem de replicação, dois terminais de replicação  direta à esquerda e à direita de 8 a 10 kb e um segmento único de 143 a 145 kb.
A origem da replicação (frequentemente rotulada como "oriLyt" na literatura) é onde a replicação do DNA começa. Os terminais de replicação direta (RDE e RDD) possuem uma sequência TTAGGG repetida, idêntica à dos telômeros humanos. A variabilidade no número de replicações teloméricas é observada na faixa de 15 a 180. Esses terminais também contêm sinais de clivagem e empacotamento pac-1 e pac-2 que são conservados entre os vírus do herpes.
O segmento único contém sete blocos genéticos principais (U27-U37, U38-U40, U41-U46, U48-U53, U56-U57, U66EX2-U77 e U81-U82), que também é característica dos vírus do herpes. Esses genes conservados codificam proteínas envolvidas na replicação, clivagem e empacotamento do genoma viral em um virion maduro. Além disso, eles codificam para um número de proteínas imunomoduladoras. O segmento único também possui um bloco de genes (U2-U19) que são conservados entre os vírus HHV-6, HHV-7 e citomegalovírus (vírus beta-herpes). Vários genes de segmentos únicos estão associados, por exemplo, à família HCMV US22. A tabela abaixo descreve algumas de suas propriedades conhecidas.

## Tratamento
Não existem produtos farmacêuticos aprovados especificamente para o tratamento da infecção pelo HHV-6, embora o uso de tratamentos com citomegalovírus (valganciclovir, ganciclovir, cidofovir e foscarnet) tenha mostrado algum sucesso. Esses fármacos são administrados com a intenção de inibir a polimerização apropriada do DNA, competindo com os nucleotídeos desoxitrifosfato ou inativando especificamente as polimerases virais do DNA.